# بيدرو جونسالفيس
بيدرو جونسالفيس (مواليد 28 يونيو 1998) هو لاعب كرة قدم برتغالي يلعب في مركز خط الوسط في نادي سبورتينغ لشبونة.

## روابط خارجية
- بيدرو جونسالفيس على موقع الاتحاد الأوربي (الإنجليزية)
- بيدرو جونسالفيس على موقع قاعدة بيانات كرة القدم.إي يو (الإنجليزية)
- بيدرو جونسالفيس على موقع ناشيونال فوتبول تيمز (الإنجليزية)
- بيدرو جونسالفيس على موقع Soccerbase.com (لاعب) (الإنجليزية)
- بيدرو جونسالفيس على موقع Soccerway.com (الإنجليزية)
- بيدرو جونسالفيس على موقع عالم كرة القدم.نت (الإنجليزية)